# Karl-Otto Alberty
Karl-Otto Alberty (Berlino, 13 novembre 1933 – 25 aprile 2015) è stato un attore tedesco. Non di rado è stato accreditato nei film come Charles Albert, Charles Alberty e Carlo Alberti.

## Biografia
Alberty ha iniziato la sua carriera nel Teatro di Costanza nel 1959. Per via dei suoi lineamenti duri e dei capelli biondi ha interpretato spesso il ruolo del "nazista brutale". Ha lavorato moltissimo anche in Italia e per film diretti da italiani, dai film di guerra degli anni sessanta agli spaghetti western, nonché nell'Odissea televisiva di Franco Rossi, dove ha svolto il ruolo di Eurimaco, uno dei più noti Proci.

## Filmografia parziale
- La grande fuga (The Great Escape), regia di John Sturges (1963)
- La battaglia dei giganti (Battle of the Bulge), regia di Ken Annakin (1965)
- Il ranch degli spietati (Oklahoma John), regia di Jaime Jesús Balcázar e Roberto Bianchi Montero (1965)
- Parigi brucia? (Paris brûle-t-il ?), regia di René Clément (1966)
- I giorni dell'ira, regia di Tonino Valerii (1967)
- Odissea, regia di Franco Rossi - sceneggiato televisivo (1968)
- La brigata del diavolo (The Devil's Brigade), regia di Andrew V. McLaglen (1968)
- Il segreto di Santa Vittoria (The Secret of Santa Vittoria), regia di Stanley Kramer (1969)
- La caduta degli dei, regia di Luchino Visconti (1969)
- I lunghi giorni delle aquile (Battle of Britain), regia di Guy Hamilton (1969)
- Amore mio aiutami, regia di Alberto Sordi (1969)
- Il colpo era perfetto, ma... (Midas Run), regia di Alf Kjellin (1969)
- I guerrieri (Kelly's Heroes), regia di Brian G. Hutton (1970)
- Per salire più in basso (The Great White Hope), regia di Martin Ritt (1970)
- Attacco a Rommel (Raid on Rommel), regia di Henry Hathaway (1971)
- Mattatoio 5 (Slaughterhouse-Five), regia di George Roy Hill (1972)
- Barbablù (Bluebeard), regia di Edward Dmytryk (1972)
- Scacchiera di spie (The Salzburg Connection), regia di Lee H. Katzin (1972)
- L'attentato (L'Attentat), regia di Yves Boisset (1972)
- Piedone d'Egitto, regia di Steno (1980)
- Ricordi di guerra (War and Remembrance), regia di Dan Curtis (1988) - miniserie TV

## Doppiatori italiani
- Sergio Tedesco in Odissea, La caduta degli Dei
- Arturo Dominici in Il segreto di Santa Vittoria
- Vittorio Cramer in I guerrieri
- Carlo Alighiero in Piedone d'Egitto